# Смульник (Мазовецьке воєводство)
Смульник (пол. Smólnik) — село в Польщі, у гміні Ґоворово Остроленцького повіту Мазовецького воєводства.
Населення — 24 особи (2011).
У 1975-1998 роках село належало до Остроленцького воєводства.

## Демографія
Демографічна структура станом на 31 березня 2011 року:
|          | Загалом | Допрацездатний вік | Працездатний вік | Постпрацездатний вік |
| -------- | ------- | ------------------ | ---------------- | -------------------- |
| Чоловіки | 15      | 4                  | 7                | 4                    |
| Жінки    | 9       | 1                  | 3                | 5                    |
| Разом    | 24      | 5                  | 10               | 9                    |